# Russes baltes

Pourcentage de Russes par arrondissement en 2021.

Les Russes baltes sont les descendants de Russes originaires de l'Empire russe et de l'Union soviétique qui se sont installés dans les pays baltes à l'époque où ceux-ci appartenaient à ces deux puissances.

## Distinction
Les Russes de l'Ingrie (dont Saint-Pétersbourg) et de la région de Kaliningrad, ainsi que ceux de la Finlande (33 000 personnes soit 0,8 %) et de la Pologne (13 à 15 000) ne sont pas considérés comme des Russes baltes.

## Chronologie

### Avant le milieu duXXesiècle
Sous l'Empire russe, des Russes marchands, fonctionnaires, militaires et retraités de l'armée devenus fermiers sont venus vivre dans ce que l'on appelait alors les « provinces baltes » : Estonie, Livonie, Courlande, Daugavie, Kaunasie et Vilniusie. Lors de la révolution russe, une minorité de ces « Russes de la Baltique », comme on les désignait alors, ont pris le parti des bolcheviks et formé des bataillons rouges pendant la guerre civile russe, mais la plupart sont restés neutres, ont accepté l'indépendance des pays baltes en 1918-1920 et leur nombre a grossi des réfugiés russes fuyant la Russie soviétique, accueillis par l'office Nansen. Selon les statistiques des pays baltes, la proportion de Russes qui y vivaient en 1920 était de respectivement de 7,82 % en Lettonie (surtout en Latgale), 4 % en Estonie (dont la moitié vivait à Petseri et Irboska) et environ 2 % en Lituanie.

### Période soviétique
Tout comme les élites autochtones des pays baltes, la plus grande partie de cette première diaspora russe balte a été déportée vers le Goulag comme « antisoviétique » lors de l'occupation et annexion des pays baltes par l'URSS en 1940 conformément aux protocoles secrets du pacte germano-soviétique. Le processus s'interrompt pendant l'occupation nazie, pendant laquelle la persécution et la mort s'abattent sur les Juifs, mais reprend dès le retour des autorités soviétiques, et notamment du NKVD, en 1944. Simultanément, l'Union soviétique envoie dans les pays baltes une seconde diaspora russe ou russophone, formée d'apparatchiks, de militaires, de membres du NKVD, d'enseignants, de techniciens, d'ingénieurs, de pêcheurs aussi (les pêcheurs baltes étant suspects de « collusion avec des éléments antisoviétiques » en faisant passer des fuyards vers la Scandinavie capitaliste). Du point de vue balte, ces Russes sont autant de « colons » et d'« occupants », alors que du point de vue soviétique, ce sont simplement des « Russes vivant en URSS » (puisque les pays baltes faisaient partie de l'URSS). La seconde diaspora russe est proportionnellement beaucoup plus importante que la première : elle représente environ 20% des habitants des pays baltes.

### Depuis le retour de l'indépendance (après 1991)
Lors de la dislocation de l'URSS en 1991, le Russe cesse d'être la « langue de communication interethnique » (язык межнационального общения) et les langues autochtones este, lette et lituanien deviennent les uniques langues officielles de chacun des trois États baltes : leur maîtrise est requise pour toute fonction publique et même dans le marché de l'emploi privé qui émerge. Les Russes baltes sont contraints d'apprendre ces langues et ceux qui ne les parlaient pas se retrouvent comme des citoyens de seconde zone alors qu'ils se considéraient auparavant comme des « soviétiques titulaires » (титульный советский гражданин) soit, en pratique, prioritaires dans l'encadrement et toutes les fonctions importantes.
En raison de ce passé, les populations baltes gardent une rancœur collective contre les Russes qu'elles considèrent comme des « envahisseurs », et les Russes ont donc tendance à se replier sur leurs communautés, à vivre entre eux et à espérer un soutien de la part de la Russie, ce qui ne facilite pas l'intégration. Celle-ci est également ralentie, depuis le rétablissement de la liberté des cultes, par la différence de culture religieuse : les Russes sont orthodoxes alors que les baltes sont catholiques (en Lituanie et dans le sud-est de la Lettonie) ou protestants (en Estonie et dans le reste de la Lettonie). En 2009, plus de 15 % des habitants de la Lettonie étaient des non-citoyens, en majorité des russophones ne parlant pas, ou pas assez bien, le lette, et c'est également le cas des russes « non-citoyens d'Estonie » privés de leurs droits civiques et apatrides puisque leur pays d'origine, l'Union soviétique, a disparu.

## Aujourd'hui
Le nombre de Russes et leur proportion dans les statistiques ne cessent de diminuer depuis 1989 (en Lettonie : 28,5 % en 2006 contre 37 % en 1989, en Estonie : 25,6 % contre 30,3 % en 1989 et 6,3 % en Lituanie contre près de 9,4 %). Aujourd'hui, les populations russophones sont encore vues comme les descendants des Soviétiques qui ont maltraité l'identité balte.
Cependant, les Russes restent nombreux dans de nombreuses villes et régions, surtout à l'Est, près de la frontière avec la Russie et dans les villes industrielles :
- Latgale (Lettonie) :  53 % à Daugavpils, 51 % à Rezekne (2005), 40 % à Preiļi...
- Est de l'Estonie : 88 % à Narva (93,5 % de russophones), Kohtla-Järve (70 %)...
- centres urbain : Riga (52 %), Tallinn (37 %), Vilnius (14,5 %)...
- centres industriels comme Visaginas (55 %)...

On perçoit également l'identification, comme Russes, d'autres Slaves comme les Biélorusses et certains Ukrainiens.